# Жана Баре
Жана Баре (Комел (Саона и Лоара), 27. јул 1740 – Дордоња, 5. август 1807) била је члан експедиције Луја Антоана де Бугенвила на бродовима Boudeuse и Étoile 1766–1769. Баре је призната као прва жена која је завршила путовање око света, које је обавила поморским транспортом.
Жана Баре придружила се експедицији прерушена у мушкарца, назвавши се Жан Баре. Пријавила се као собар и помоћник природњака експедиције, Филиберта Комерсона, непосредно пре него што су Бугенвилови бродови испловили из Француске. Према Бугенвиловом извештају, Баре је и сама била стручни ботаничар.

## Младост
Жана Баре је рођена 27. јула 1740. године у селу Комел у области Бургоња у Француској. Њен запис о крштењу постоји и идентификује је као легитимно дете Жана Бареа и Жане Пошар. Њен отац је идентификован као надничар и изгледа да је вероватно био неписмен, пошто се није потписао у парохијски регистар.
Мало се зна о детињству или младости Жане Баре. Касније је рекла Бугенвилу да је остала сироче и да је изгубила своје богатство у парници пре него што је почела да се маскира у мушкарца. Њена мајка је умрла 15 месеци након рођења Жане, а отац када је имала 15 година. Историчари се слажу да су неки детаљи приче коју је дала Бугенвилу били измишљотина како би се Комерсон заштитио од саучесништва у њеном маскирању. Бургоња је у то време била једна од заосталијих провинција Француске у погледу стања сељачких класа, а вероватно је да је Бареова породица била прилично осиромашена.
Једна од мистерија живота Жане Баре је како је стекла основе образовања, јер њен потпис на каснијим правним документима даје доказ да није била неписмена. Један од њених биографа, Глинис Ридли, сугерише да је њена мајка можда била пореклом из Хугенота, групе која је имала вишу традицију писмености него што је иначе типично за сељачке класе тог времена. Други биограф, Џон Данмор, сугерише да ју је подучавао парох или да је узео као добротворни случај члан локалног племства. Данијел Клод, међутим, примећује да Жана није потписала парохијски регистар за очеву смрт (или рођење свог кумчета 1756). Њен први познати потпис је 1764. године, што чини вероватније да ју је Комерсон научио да пише, можда да би му помогала у раду. Увек се потписивала својим именом Баре.

## Однос са Комерсоном
У неком тренутку између 1760. и 1764. године, Бареова се запослила као домаћица код Комерсона, који се настанио у Тулон-сур-Аруу, неких 20 км јужно од Комела, након његовог венчања 1760. Комерсонова супруга, која је била сестра пароха, умрла је убрзо након што је родила сина у априлу 1762. године, и чини се да је Бареова тада, ако не и раније, преузела управљање Комерсоновим домаћинством.
Такође је очигледно да су Баре и Комерсон имали личнији однос, пошто је Баре затруднела 1764. године. Француски закон у то време је захтевао од жена које су затруднеле ван брака да добију „потврду о трудноћи” у којој су могле да именују оца свог нерођеног детета. Сачувана је Жанина потврда, из августа 1764; поднета је у граду 30 км далеко уз сведочење двојице људи. Она је одбила да наведе име оца свог детета, али историчари не сумњају да је то био Комерсон и да је Комерсон такође склопио аранжмане са адвокатом и сведоцима у њено име.
Убрзо након тога, Бареова и Комерсон су се заједно преселили у Париз, где је она наставила да буде у улози његове домаћице. Бареова је очигледно користила име "Жана де Бонефоа" током овог периода. Њено дете, рођено у децембру 1764, добило је име Жан-Пјер Баре. Бареова је дете предала париској Foundlingболници. Брзо је смештен код хранитељице, али је умро у лето 1765. Други син, Еме Јуџин Проспер Бонефоа, рођен је у Паризу у мају 1766. Судбина овог детета није позната, али изгледа да је умрло пре 1775.
Године 1765. Комерсон је позван да се придружи Бугенвиловој експедицији. Оклевао је да прихвати јер је често био слабог здравља; била му је потребна Жанина помоћ као медицинске сестре, као и у вођењу домаћинства и управљању његовим збиркама и папирима. Његово именовање му је омогућило слугу, плаћено као краљевски трошак, али жене су у то време биле потпуно забрањене на бродовима француске морнарице. У неком тренутку је зачета идеја да се Бареова преруши у мушкарца како би пратила Комерсона. Да би избегла испитивање, требало је да се придружи експедицији непосредно пре него што је брод испловио, претварајући се да је Комерсону непозната.
Пре него што је напустио Париз, Комерсон је саставио тестамент којим је оставио „Жани Баре, познатој као де Бонефоа, мојој домаћици“, паушални износ од 600 ливри заједно са заосталим платама и намештајем њиховог стана у Паризу.

## Са Бугенвилом
Баре и Комерсон су се придружили експедицији Бугенвил у луци Рошфор крајем децембра 1766. Добили су задатак да плове на теретном броду, Étoile. Због огромне количине опреме коју је Комерсон доносио на путовање, капетан брода, Франсоа Шенар де ла Жироа, уступио је своју велику кабину на броду Комерсону и његовом „помоћнику“. Ово је Бареовој дало знатно више приватности него што би иначе имала на препуном броду. 
Поред Бугенвиловог објављеног извештаја, Бареова прича се налази у три остала сачувана мемоара експедиције: часопису који су заједно водили Комерсон и Пјер Дукло-Гујо; часопис принца од Насау-Зигена, путника који је платио путовање на броду Boudeuse; и мемоари Франсоа Вивеса, хирурга на Étoile-у. Вивес је имао највише да каже о Бареовој, али његови мемоари су проблематични јер су он и Комерсон били у лошим односима током целог путовања, а његов извештај – углавном написан или ревидиран после чињенице – пун је инсинуација и злобних коментара упућених и Комерсону и Бареовој.
Комерсон је тешко патио и од морске болести и од чира на нози у раном делу путовања, а Бареова је вероватно већину свог времена провела бринући се о њему. Осим церемоније „преласка границе“, коју је Комерсон до детаља описао у својим мемоарима, ботаничари су имали мало тога да ураде све док Étoile није стигла у Монтевидео. Тамо су кренули у походе на околне равнице и планине. Комерсонова нога га је и даље мучила, а чини се да је Жана обавила већи део стварног посла, носећи залихе и узорке. У Рио де Жанеиру – много опаснијем месту, где је Étoile-ов капелан убијен на обали убрзо по њиховом доласку – Комерсон је званично био на броду док му је нога зарастала, али су он и Бареова ипак сакупили примерке цветне лозе, којој је дао је име Бугенвилија.
После друге посете Монтевидеу, њихова следећа прилика да сакупе биљке била је у Патагонији док су бродови експедиције чекали повољне ветрове да их пренесу кроз Магеланов мореуз. Овде је Жана пратила Комерсона на најнеповољнијим екскурзијама по неравном терену и стекла репутацију на рачун храбрости и снаге. Комерсон, који је још био спутан повредом ноге, назвао је Бареову својом „теретном звери“ на овим експедицијама. Поред ручног рада који је обављала сакупљајући биљке, камење и шкољке, Бареова је такође помогла Комерсону да организује и каталогизира њихове примерке и белешке у недељама које су уследиле, док су бродови улазили у Пацифик.
Преживели извештаји о експедицији разликују се од тога када је Жанин пол први пут откривен. Према Бугенвилу, гласине да је Баре жена кружиле су неко време, али њен пол није коначно потврђен све док експедиција није стигла на Тахити у априлу 1768. Чим су она и Комерсон искрцали на обалу, Баре је одмах била окружена Тахићанима који су повикали да је жена. Било је неопходно вратити је на брод да је заштити од узбуђених Тахићана. Бугенвил је забележио овај инцидент у свом дневнику неколико недеља након што се догодио, када је имао прилику да посети Étoile да лично испита Бареову.
Аху-тору, Тахићанин који се добровољно вратио у Француску са експедицијом и касније опширно испитиван о Бареовој мислио да је Бареова била трансвестит, или маху. Међутим, други староседеоци Тахићани пријавили су присуство жене у експедицији Бугенвила каснијим посетиоцима острва, укључујући Џејмса Кука 1769. и Доминга де Бонечеа 1772. године, што указује да је њен пол био познат Тахићанима али не и њеним сапутницима у време када је посетила острво.
Након преласка Пацифика, експедицији је очајнички недостајало хране. Након кратког заустављања за снабдевање у Холандској Источној Индији (сада Индонезија), бродови су се дуже зауставили на острву Маурицијус у Индијском океану. Ово острво било је важна француска трговачка станица. Комерсон је био одушевљен када је открио да његов стари пријатељ и колега ботаничар Пјер Поавр служи као гувернер на острву, а Комерсон и Бареова су остали као Поаврови гости. Бугенвил је вероватно такође активно подстицао овај аранжман, јер му је омогућио да се реши проблема жене која је илегално била на његовој експедицији.
На Маурицијусу, Бареова је наставила да буде Комерсонова помоћница и домаћица. Вероватно га је пратила у сакупљању биљака на Мадагаскару и острву Бурбон 1770–1772. Комерсон је и даље имао озбиљне здравствене проблеме и умро је на Маурицијусу у фебруару 1773. Његови финансијски ресурси су се смањили током његовог боравка на острву: његов покровитељ Поавр је опозван у Париз. У међувремену, изгледа да се Бареова осамосталила, добивши власништво у Порт Лују, главном граду Маурицијуса, 1770.

## Каснији живот
Након Комерсонове смрти, Бареова је држала кафану у Порт Лују. Кажњена је са 50 ливара због служења алкохола недељом 1773. Затим се 17. маја 1774. удала за Жана Дуберна, подофицира француске војске који је највероватније био на острву на путу кући у Француску. Жана је у брак донела мало богатство, вероватно из кафане и можда других пословних подухвата које је водила на острву.
Нема података о томе када су тачно она и њен муж стигли у Француску, чиме су завршили њено путовање око света. Највероватније је то било негде 1775. године. У априлу 1776. добила је новац који јој је припадао по Комерсоновом тестаменту након што се директно обратила државном тужиоцу. Са овим новцем, настанила се у родном селу мужа, у Дордоњи, где су купили имање са Жаниним новцем и живели са својим нећацима.

Године 1785. Бареовој је Министарство поморства доделило пензију од 200 ливра годишње. Документ којим јој се додељује ова пензија јасно показује да су је до овог тренутка високо поштовали:
Жана Баре је, маскирајући се, опловила свет на једном од бродова којим је командовао господин де Бугенвил. Посебно се посветила помагању господину де Комерсону, доктору и ботаничару, и са великом храброшћу је делила трудове и опасности овог научника. Њено понашање је било примерно и господин де Бугенвил се на то позива са свим заслугама... Његово лордство је било довољно милостиво да овој изванредној жени додели пензију од двеста ливара годишње из фонда за инвалиде, а ова пензија ће се исплаћивати од 1. јануара 1785. 
Умрла је у Сен Олеју 5. августа 1807. у 67. години.

## Наслеђе и контроверзе
Комерсон је многе биљке које је сакупљао назвао по пријатељима и познаницима. Једну од њих, висок грм са тамнозеленим листовима и белим цветовима који је пронашао на Мадагаскару, назвао је Baretia bonafidia. Али Комерсонов назив за овај род није преживео, јер је већ био назван у време када су његови извештаји стигли у Париз; тренутно је позната као Turraea. Док је преко седамдесет врста названо у част Комерсона, само једна, Solanum baretiae, одаје почаст Бареовој.
Ботаничка башта Њујорка укључује примерак биљке, који се приписује Комерсону, али се верује да га је сакупила Бареова са њим, у њиховом хербаријуму.
У 2018, Међународна астрономска унија дала је име планинском ланцу на Плутону по њој.
Дуги низ година, Бугенвилов објављени часопис – популаран бестселер у своје време, у оригиналном француском и енглеском преводу – био је једини широко доступан извор информација о Бареовој. Новије студије су откриле додатне чињенице и документацију о њеном животу, али велики део нових информација остао је мало познат и недоступан широј јавности, посебно ван Француске. Прва њена биографија на енглеском језику, Џона Данмора, објављена је тек 2002. године, и то само на Новом Зеланду. Остали чланци су се појављивали само у научним часописима.
Биографија Жане Баре ауторке Глинис Ридли из 2010. године, Откриће Жане Баре, привукла је пажњу шире публике и помогла да се оборе неке од старих заблуда о њеном животу. Међутим, ову биографију су критиковали неки рецензенти због ослањања на невероватне ланце спекулација који нису потврђени никаквим другим примарним или секундарним изворима.  Ново истраживање француских истраживача пружило је јасније архивске информације о животу Жане Баре, као и нова биографија Данијел Клод, У потрази за женом која је пловила светом, објављена 2020. Гугл је 27. јула 2020. прославио њен 280. рођендан Google Doodle логотипом.
Жана Баре се помиње у роману Амитава Гоша из 2008. Море макова: измишљени лик Полет Ламберт идентификује „Филипа и Жану Комерсон“ као свог „унука и унуку“.